# Roger Planchon
Roger Planchon (* 12. September 1931 in Saint-Chamond, Département Loire; † 12. Mai 2009 in Paris) war ein französischer Filmemacher, Schauspieler, Bühnenautor und Theaterregisseur.

## Leben
Roger Planchon verbrachte seine Jugend in Dornas im Département Ardèche. Die ärmlichen Verhältnisse und die ländliche Atmosphäre in der kargen Landschaft gingen als Hintergrund in viele seiner späteren Stücke ein, darunter La Remise. Im Jahr 1944, also mit 13 Jahren war er bereits für die Résistance tätig und wurde 1945 mit dem Kriegskreuz ausgezeichnet. Danach kam Planchon nach Lyon und lernte dort das Leben der einfachen Arbeiter kennen.
Planchon begann seine Bühnenkarriere bei einem Laientheater. Nachdem seine Truppe einen Wettbewerb gewonnen hatte, konnte der Autodidakt ab 1949 als professioneller Schauspieler auf französischen Bühnen tätig werden. Im Jahr 1952 gründete Roger Planchon das Théâtre de la Comédie in Lyon und wurde 1957 Direktor des Théâtre de la Cité in Villeurbanne. Im Jahr 1972 wurde dieses Theater auf Vorschlag des französischen Kulturministers Jacques Duhamel in „Nationales Volkstheater“ (Théâtre National Populaire) umbenannt. Es spielte eine wichtige Rolle bei der Dezentralisierung des französischen Theaters. Bis 2002 leitete Planchon das Theater. Eine Berufung an die Comédie-Française lehnte er ab. Roger Planchon inszenierte Klassiker wie Shakespeare und Molière, aber auch zeitgenössische Autoren wie Arthur Adamov und Michel Vinaver. Er öffnete das Nationale Volkstheater aber auch für andere Regisseure wie Patrice Chéreau und Georges Lavaudant. Ab 1950 inszenierte er auch seine eigenen Stücke, in denen er meist selbst mitspielte.
Im Jahr 1987 verfilmte er das Drama George Dandin von Molière. Sein Film Die Kindheit des Sonnenkönigs lief bei den Filmfestspielen von Cannes 1993 im Wettbewerb um die Goldene Palme.
Am Nachmittag des 12. Mai 2009 verstarb Roger Planchon an einem Herzinfarkt. Zuvor war er noch Abend für Abend im Théâtre Silvia-Monfort in Paris auf der Bühne zu sehen gewesen.

## Filmografie
Als Schauspieler:
- 1956: Ein zum Tode Verurteilter ist entflohen (Un condamné à mort s’est échappé)
- 1973: George qui?
- 1974: Les autres
- 1978: Straßen nach Süden (Les routes du sud)
- 1978: Ohne Datenschutz (Le dossier 51)
- 1978: Molière
- 1979: I wie Ikarus (I … comme Icare)
- 1981: Die Wiederkehr des Martin Guerre (Le retour de Martin Guerre)
- 1982: Handlanger (Légitime violence)
- 1982: Der Bulle und die Dirne (Le grand frère)
- 1983: Danton
- 1984: Verbotene Liebe (Un amour interdit)
- 1984: Tödliche Angst (La septième cible)
- 1988: Camille Claudel
- 1989: Dandin
- 1989: Der Rabe packt aus (Radio Corbeau)
- 1991: Das Jahr des Erwachens (L’année de l’éveil)
- 1993: Die Kindheit des Sonnenkönigs (Louis, enfant roi)
- 1993: Pétain
- 1998: Toulouse-Lautrec (Lautrec)
- 2003: Leclerc, un rêve d’Indochine (TV)

Als Regisseur und Drehbuchautor:
- 1987: Dandin
- 1992: Die Kindheit des Sonnenkönigs (Louis, enfant roi)
- 1998: Toulouse-Lautrec (Lautrec)